# Дніпровська військова флотилія (СРСР)
Дніпро́вська військо́ва флоти́лія — військова флотилія у складі Радянської червоної армії з 1919 по 1920, 27 червня 1931 по липень 1940 та з 14 вересня 1943 по 1949.

## Командування
1. Полупанов Андрій Васильович (1919)
2. Смирнов-Свєтловський Петро Іванович (1919—1920)
3. Хорошхін Борис Володимирович (1920)
4. Хорошхін Борис Володимирович (1931—1937)
5. Чубунов Георгій Борисович (1937—1940)
6. Григор'єв Віссаріон Віссаріонович (1943—1947)
7. Лялько Степан Максимович (1947—1949)